# Sant Esteve de Bretui
Sant Esteve de Bretui és l'església sufragània del poble de Bretui, de l'antic terme municipal de Montcortès de Pallars, i de l'actual de Baix Pallars, a la comarca del Pallars Sobirà.
Està situada en el mateix poble de Bretui, a la part central-occidental d'aquesta petita població.

## Descripció
Església d'una sola nau, coberta amb volta de canó i flanquejada de capelles laterals, capçalera a ponent i façana a llevant on s'obre la porta d'arc de mig punt que, per sobre, presenta un petit òcul.
A l'angle Sud-est s'aixeca una esvelta torre campanar, rematada per un xapitell. Els murs exteriors són de pedra vista, sense desbastar, excepte la part alta del campanar, que és arrebossat.